# Sophus Nielsen
Pour les articles homonymes, voir Nielsen.
Sophus Erhard « Krølben » Nielsen (né le 15 mars 1888 à Copenhague - mort le 6 août 1963) est un footballeur danois.

## Biographie
Attaquant du BK Frem Copenhague, il est le premier joueur de l'histoire du football à inscrire dix buts lors d'un match international, le 22 octobre 1908 aux Jeux olympiques de Londres lors de la victoire du Danemark contre la France 17-1. Cette défaite reste aujourd'hui la plus lourde de l'histoire des Bleus.
Le Danemark et Sophus Nielsen obtiennent la médaille d'argent lors de ces Jeux, tout comme en 1912 aux Jeux de Stockholm.
Au total, Nielsen dispute 20 matchs et marque 16 buts en sélection danoise.